# Myjava (řeka)
Myjava je menší řeka na západě Slovenska. Je to levostranný přítok řeky Moravy. Délka toku je 79 km. Plocha povodí měří 806 km².

## Průběh toku
Řeka pramení v Bílých Karpatech na jižním úbočí Šibenického vrchu (707 m n. m.), na území České republiky, v nadmořské výšce okolo 660 m. Po asi 700 m opouští území České republiky a vtéká na Slovensko. Nejprve teče jižním směrem ke stejnojmennému okresnímu městu, kterým protéká. Odtud její tok směřuje krátce na západ. Po několika málo kilometrech se říčka obrací zpět k jihu. U obce Jablonica řeka výrazně mění směr toku a to na severozápad. U okresního města Senica přibírá Myjava z pravé strany říčku Teplicu, která je jejím nejvýznamnějším přítokem. Dále řeka teče převážně západním směrem až ke svému ústí do řeky Moravy, které se nachází jihozápadně od obce Kúty, v nadmořské výšce okolo 152 m. Řeku Moravu Myjava silně zakaluje, dokonce je to vidět ze satelitních snímků. Je to způsobeno tím, že před svým ústím eroduje své břehy a proto mají i 2 metry na výšku.

### Větší přítoky
- levé – Brezovský potok
- pravé – Teplica

## Vodní režim
Průměrný průtok na dolním toku u obce Štefanov činí 2,6 m³/s.